# Маркест, Лоран Оноре
Лоран Оноре Маркест (фр. Laurent Honoré Marqueste; 12 июня 1848, Тулуза — 5 апреля 1920, Париж) — французский скульптор.

## Биография

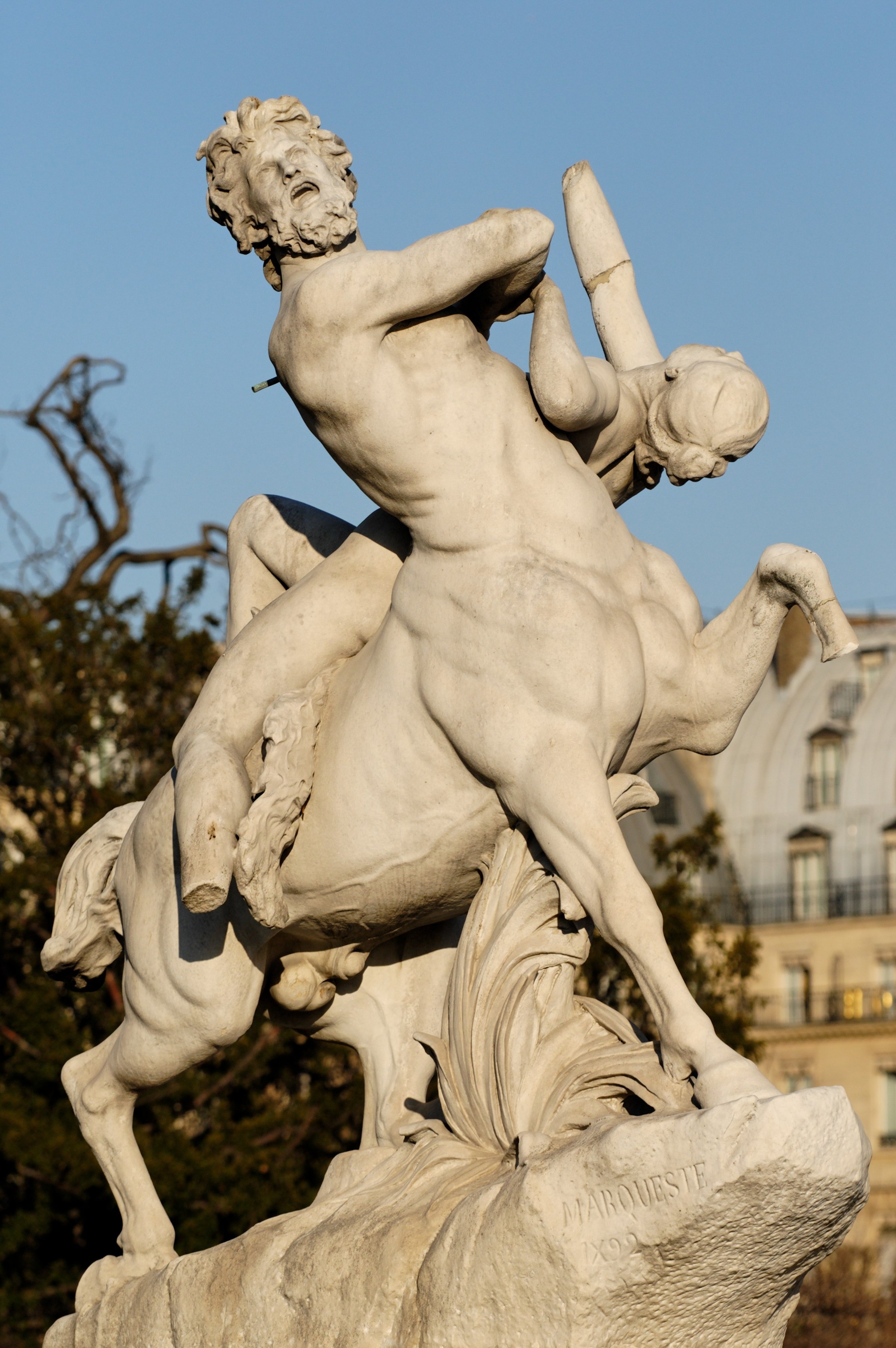
Кентавр Несс (1892, сад Тюильри, Париж)

Ученик Александра Фальгьера. В 1871 году Маркесту была присуждена Большая Римская премия по разряду скульптуры. Профессор Академии изящных искусств с 1893 года, командор ордена Почётного легиона (1903), лауреат Гран-при Всемирной выставки в Париже (1900).
Много работал в Париже как монументалист (создал, в частности, памятник Виктору Гюго в Сорбонне, а в 1884 году завершил большую конную статую парижского префекта Этьенна Марселя, начатую Жаном Идраком). Из скульптур Маркеста на античные сюжеты наиболее известны «Персей и Горгона» (1876), «Скорбь Орфея» (1879), «Галатея» (1884).
Является создателем бюста Виктора Гюго (1920), в 2000 году памятник был установлен в московском саду «Эрмитаж», в качестве дара от мэрии Парижа.